# مديرية أراضي إسرائيل
إدارة إرارضي إسرائيل هي إدارة حكومية رسمية تابعة لوزارة البنى التحتية الوطنية الإسرائيلية. ووضعت تحت سلطة هذه الهيئة إدارة اراضي الدولة واراضي سلطة الإعمار والتطوير واراضي الصندوق القومي اليهودي (كيرن كييمت)، أي ما يزيد عن التسعين بالمئة من مجموع الأراضي في إسرائيل.
أُنشئت هذه الإدارة العام 1961 بموجب (قانون اساسي: إدارة اراضي إسرائيل) الصادر عن الكنيست الرابعة بتاريخ 19 تموز 1960. ومن ابرز اهداف هذا القانون الحفاظ على الأراضي التي تمكنت الكيرن كييمت من شرائها والإستيلاء عليها لمنع بيعها بأي شكل كان وفي أي ظروف تحدث. وكانت إدارة أراضي إسرائيل تابعة لوزارة الزراعة ثم لوزارة الإسكان حتى 1996.
المهام الأساسية الموكلة إلى هذه الإدارة هي القيام بتخطيط وتطوير احتياطي الأراضي في إسرائيل وذلك بواسطة وضع مخططات هندسية تفصيلية وتنفيذ مشاريع تتعلق بالبُنى التحتية والتطويرية. وتقوم الدائرة بمصادرة أراض استناداً إلى قانون المنفعة العامة، وتسيطر أيضاً على أملاك للفلسطينيين الذين هم في حساب الغائبين وفق قانون أملاك الغائبين الإسرائيلي، وللدائرة حق في استصدار امر بإخلاء أرض تراها مناسبة لمشروع معين أو لهدف مستقبلي بحسب القانون الإسرائيلي.
تعمل الدائرة بواسطة خمسة اقسام: مدني، زراعي، تسجيل ملكية (طابو)، معلومات وتسلط. وللدائرة خمسة مكاتب لوائية: القدس، تل ابيب والمركز، الجنوب، حيفا، الشمال. وللدائرة مجلس إداري مكون من ثمانية أعضاء ينوبون عن الحكومة وسبعة أعضاء اخرين ينوبون عن الكيرن كييمت.
يفرض القانون على مجلس الإدارة تقديم تقرير سنوي وعلى الحكومة عرض التقرير النهائي على الكنيست.
لقد مارست إدارة اراضي إسرائيل مختلف الطرق الملتوية للاستيلاء على أراضي السكان الأصليين من الفلسطينيين بذريعة المنفعة العامة وغيرها، إضافة إلى الصفقات التي قامت وتقوم بعقدها مع السكان العرب للإستيلاء على أراضيهم.